# Tuczapy (Hrubieszów)
Pour les articles homonymes, voir Tuczapy.
Tuczapy (prononciation : [tuˈt͡ʂapɨ]) est un village polonais de la gmina de Mircze dans le powiat de Hrubieszów de la voïvodie de Lublin dans l'est de la Pologne, à la frontière avec l'Ukraine.

## Histoire
De 1975 à 1998, le village est attaché administrativement à la voïvodie de Zamość.

Depuis 1999, il fait partie de la voïvodie de Lublin.